# (20399) Michaelesser
(20399) Michaelesser (1998 OO) – planetoida z pasa głównego asteroid okrążająca Słońce w ciągu 5,66 lat w średniej odległości 3,17 j.a. Odkryta 20 lipca 1998 roku.